# Skarabeusz
Skarabeusz, poświętnik (Scarabaeus) – rodzaj chrząszczy z rodziny poświętnikowatych. Jest ich ponad 30 gatunków. Są stosunkowo duże w porównaniu do innych chrząszczy, są czarne i mają metaliczny połysk. Występują w Północnej Afryce, Południowej Europie i Azji Mniejszej.
W starożytnym Egipcie skarabeusz był uważany za zwierzę święte. Stał się symbolem wędrówki słońca po niebie i symbolem odrodzenia. Bóstwo Starożytnego Egiptu znane pod nazwą Chepri było czczone pod postacią skarabeusza. Imię tego boga znaczy „Ten, który się rozwija”. Egipcjanie wierzyli, że skarabeusze rodzą się z niczego (niejako same z siebie), ponieważ ich młode pojawiały się jakby z nicości, wychodząc z kulki gnoju, w której się rozwijały.
Skarabeusz w Egipcie, potężny symbol ponownych narodzin, należał do najczęstszego wyposażenia grobowców. Wytwarzany z kamienia, fajansu, drogich metali, często z kości słoniowej lub kości innych zwierząt, pełnił funkcję amuletu. Zazwyczaj noszony był w postaci naszyjnika lub obrotowego pierścienia. W okresie Średniego Państwa upowszechniły się jako forma pieczęci; na podstawie zazwyczaj wyryte było imię urzędnika. Skarabeusze stanowiły popularne obiekty wymiany i są odnajdywane we wszystkich krajach, z którymi Egipt utrzymywał kontakty. Rysunki i symbole skarabeusza przedstawiane były w uproszczonej formie, z typową ząbkowaną główką i wypukłym pancerzykiem.
W roku 2013 opublikowano dane wskazujące, iż żuki wykorzystują Drogę Mleczną do orientacji przestrzennej.